# Gare de Charenton
La gare de Charenton est une ancienne gare ferroviaire française de la ligne de Paris-Lyon à Marseille-Saint-Charles, située sur le territoire de la commune de Charenton-le-Pont.
Elle est mise en service le 8 août 1849 et a été fermée au service en octobre 1942 ; son bâtiment voyageurs est démoli dans les années 1970.

## Situation ferroviaire
La gare de Charenton se situait au point kilométrique (PK) 3,871 de la ligne de Paris-Lyon à Marseille-Saint-Charles, après la gare fermée de Bercy-Ceinture et avant la gare de Maisons-Alfort - Alfortville.

## Histoire

### Mise en service
La ville de Charenton apprend que son territoire doit être coupé par la ligne de chemin de fer de Paris à Lyon, en 1845. La ligne va marquer le paysage communal du nord-ouest au sud-est en coupant radicalement son territoire mais néanmoins assurer sa croissance tant sur le plan économique que démographique. De 3 500 habitants en 1846, la population charentonnaise atteignait le chiffre de 4 526 dix ans plus tard pour dépasser le cap des 11 000 habitants en 1881.
La ligne, construite en tranchée, nécessite la création d'un ouvrage d'art exceptionnel, le mur de soutènement ou mur de Charenton, long d'environ 2 300 mètres depuis Paris, qui domine les voies de dix à douze mètres. La première gare de Charenton, située entre cette tranchée et les ponts sur la Marne, est inaugurée le 12 août 1849 lors de la mise en service officielle de la ligne. Elle est établie au sud-ouest des voies du côté du quai des Carrières. Le quadruplement des voies en 1905 entraîne le transfert de la gare des voyageurs dans un nouveau bâtiment de l'autre côté, au nord-est des voies ; l'entrée de la gare s'effectue alors par la place de la rue du Séjour. Cette rue reliant la rue de la Mairie à la rue de la Gare (actuelle rue Arthur-Croquette) est ouverte à la place d'un ancien sentier pour cette desserte. La gare des marchandises continue à occuper son emplacement d'origine, plus commode d'accès.
Le bâtiment voyageurs d'origine s'apparente aux gares de 3e classe de la Compagnie du chemin de fer de Paris à Lyon érigées en de nombreux exemplaires sur la ligne. Modeste édifice à étage de deux travées, il est flanqué[Depuis quand ?] par deux ailes basses de deux travées chacune ; en 1887, le plan de la gare tout juste mise à quatre voies mentionne une annexe servant de salle d'attente l'été. Le nouveau bâtiment des années 1900 est doté d'un étage supplémentaire du côté de la rue du Séjour en raison de l'élévation des voies et consiste en un large édifice rectangulaire à deux étages de cinq travées au toit à deux croupes. Les façades sont recouvertes d'enduit avec une alternance de pierre et de brique rouge pour les encadrements de baies sauf au rez-de-chaussée où l'on retrouve les mêmes pierres hexagonales de facture irrégulière que celles composant le mur de soutènement adjacent ; une frise élaborée et une horloge sous fronton complètent l'ensemble.

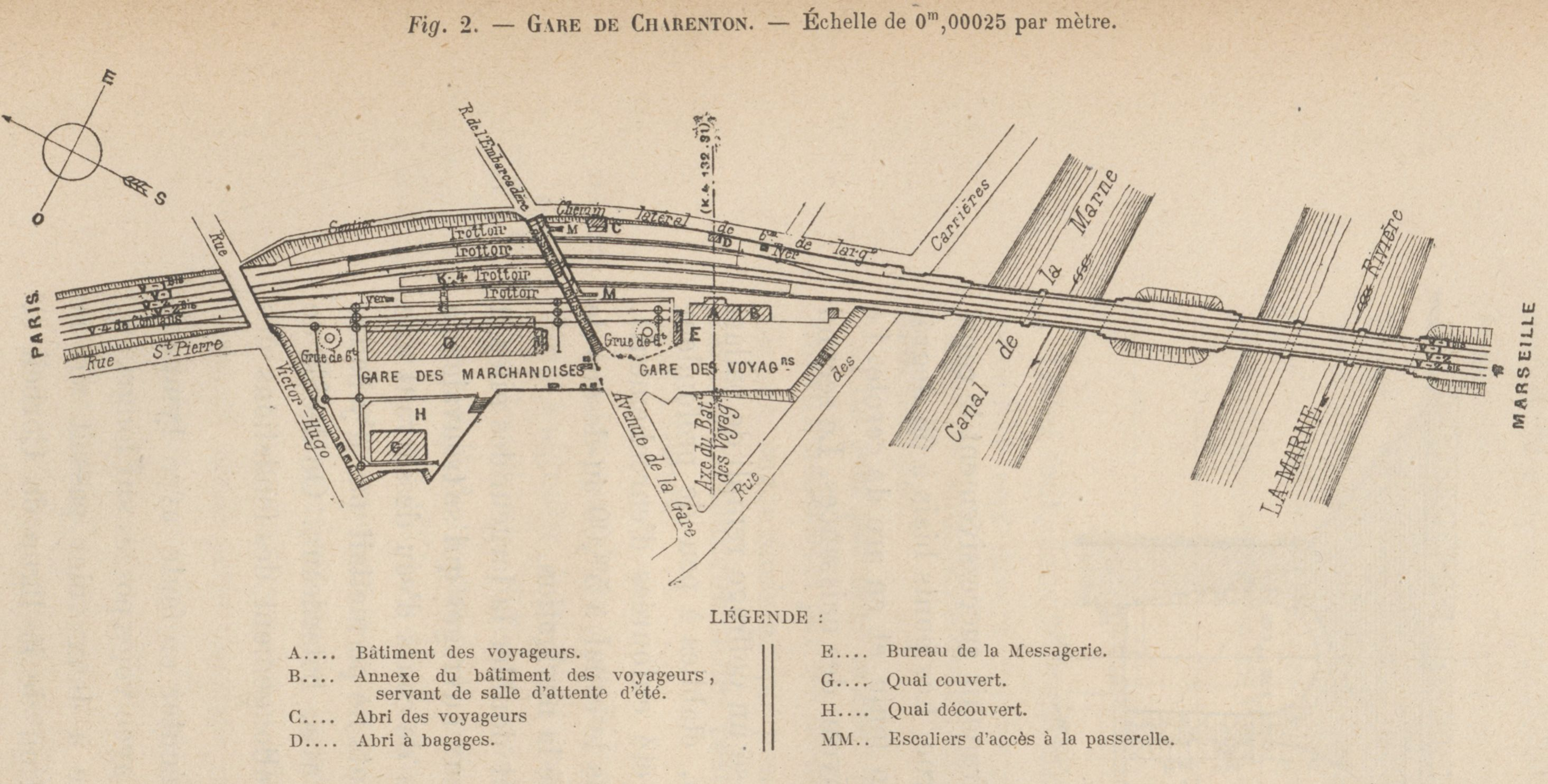
Plan de la gare (emplacement d'origine) en 1887.
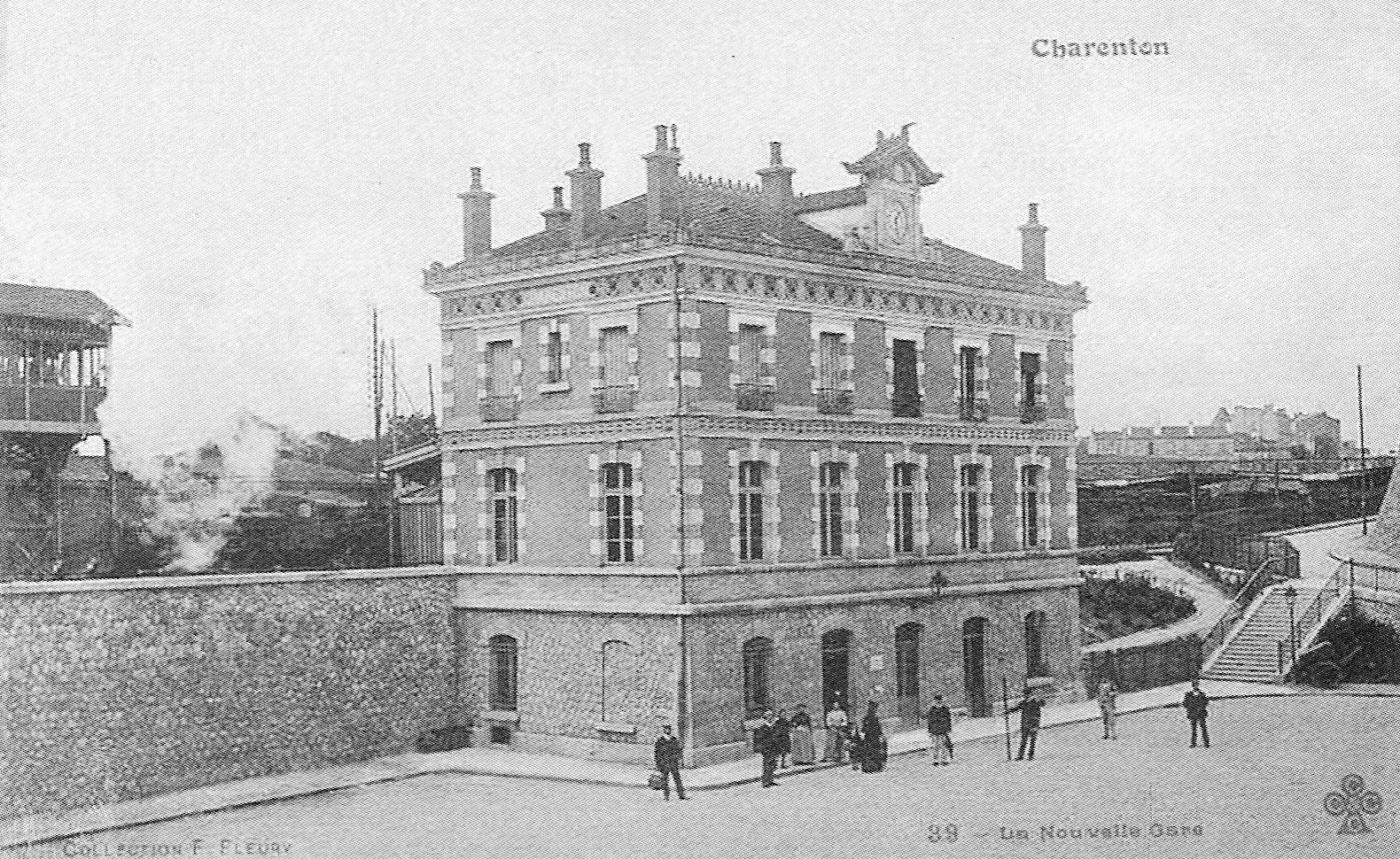
La seconde gare au nord des voies.
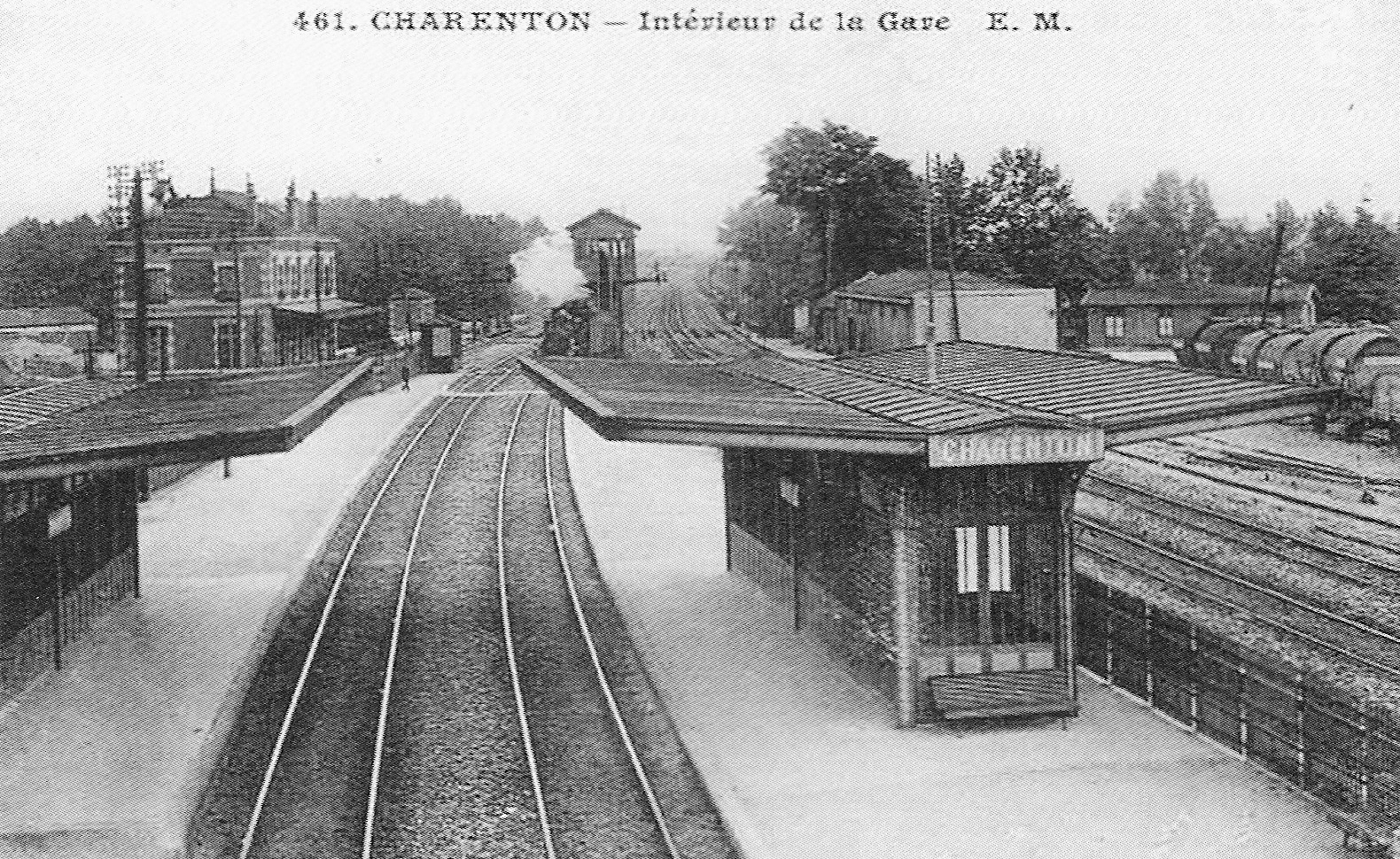
Vue des voies en regardant vers la banlieue.

### Fermeture et démolition
La gare reste en activité jusqu'à sa fermeture en octobre 1942 à la suite du prolongement de la ligne 8 du métro de Paris le 5 octobre 1942 jusqu'à la nouvelle station terminus de Charenton - Écoles. Cette ligne devait être prolongée au-delà de cette station pour desservir les autres communes de la banlieue sud-est ce qui n'interviendra qu'à partir de 1972.
Son bâtiment est démoli dans les années 1970 pour le passage de la bretelle routière (route D 6 B) reliant la rue Arthur-Croquette à l'autoroute de l'Est.

### Accidents ferroviaires
Le 5 septembre 1881, la gare de Charenton, disposant alors de deux voies, est le lieu d'un grave accident ferroviaire. Le train rapide en provenance de Marseille y entre en collision avec un train en provenance de Montargis se dirigeant vers Paris qui avait marqué l'arrêt à Charenton. Le bilan de cet accident est de 22 morts et 81 blessés. La ligne sera mise à quatre voies entre 1882 et 1887 afin de séparer le trafic des trains lents et rapides.
Le 6 juin 1933, le chauffeur et le mécanicien d'un train express de Paris à Montereau sont mortellement blessés près de Charenton après avoir été brûlés par les flammes venant de la chaudière. Le chef de train présent à bord du fourgon de tête parvient à accéder à la cabine. La marche tender en avant, permettant au vent de souffler dans la cabine et l'accumulation de gaz, due à une combustion incomplète sont mis en cause.